# Френч, Фрэнсис Чарльз, 6-й барон де Фрейн
Фрэнсис Чарльз Френч, 6-й барон де Фрейн (англ. Francis Charles French, 6th Baron De Freyne; 15 января 1884 — 24 декабря 1935) — британский и ирландский политик, член Сената Южной Ирландии и Палаты лордов Великобритании, наследственный пэр.

## Биография
Сын Артура Френча, 4-го барона де Фрейна, и его второй супруги Мэри Джорджианы Лэмб. Окончил школу Оратори в Эджбастоне (Уорвикшир). Занимал должность заместителя депутата графства Роскоммон в британском парламенте, с 1912 года шериф графства Роскоммон. 9 мая 1915 после смерти отца принял титул лорда и занял место в Палате лордов. После окончания Первой мировой войны проживал в местечке Френчпарк.
Женился на Лине Виктории Арнотт 28 февраля 1916 года (дочь 2-го баронета, сэра Джона Александра Арнотта и Кэролайн Сидней Уильямс). В браке родились дочери Патрисия, Джин, Пэйшнс, Фэйт и сын Фрэнсис (7-й барон де Фрейн).
Скончался 24 декабря 1935 года в родном поместье.